# Sorex minutissimus
Il Sorex minutissimus Zimmermann, 1780, è un mammifero insettivoro della famiglia dei Soricidi.
Si tratta di un toporagno ancora più piccolo del Sorex minutus il cui peso si aggira intorno ai 2,5 g. negli esemplari adulti, dal pelo di colore rossiccio e di norma diffuso unicamente nel continente asiatico e nell'Europa nord-orientale. Il nome completo è toporagno minore euroasiatico, chiamato anche toporagno pigmeo minore. È il secondo mammifero più piccolo per massa dopo il mustiolo (Suncus etruscus).